# آبشار سنگوپاتی
آبشار سنگوپاثی (به انگلیسی: Sengupathi Falls) آبشاری است که در ، هند واقع شده و ارتفاع کلی ریزشگاه آن ۲۲ متر است.